# Aquí están
Aquí están es una obra y exposición testimonial chilena del 11 de septiembre de 2013, realizada en el Museo de la Memoria y los Derechos Humanos. Esta obra conmemora los 40 años del golpe militar del 11 de septiembre de 1973. Además el resultado de un trabajo de investigación desarrollado por la psicóloga Raffaella di Girolamo a través del trabajo de grupo focal con las familias, realizando testimonios de los familiares hacia las víctimas. los directores Claudia di Girólamo y Rodrigo Pérez, donde recogieron los testimonios de los detenidos desaparecidos de la época de la dictadura militar.

## Desarrollo
A cuarenta años del golpe militar del dictador Augusto Pinochet, a través de la mirada de los niños, la ausencia de sus familiares que fueron víctimas de la violencia de Estado, donde el relato hablado le da presencia al desaparecido. Testimonio trabajado por la psicóloga Raffaella di Girolamo.
Es un rescate testimonial de las víctimas construido desde la emotividad del relato de los familiares, hasta el retrato que el miembro más joven y, al mismo tiempo, último integrante de la familia, recrea la imagen de su familiar a través de una pintura.
Estos relatos de los familiares fueron presentados en una puesta en escena en la explanada del museo con actores y actrices que entregarán este rescate testimonial a las personas que quieran concurrir a conocer estas historias personales.
De fondo, un mosaico con las pinturas de los niños que retrataron a su pariente desaparecido completan esta intervención artística. Este trabajo fue guiado por la artista y pedagoga Fernanda A. di Girolamo.

## Artistas invitados

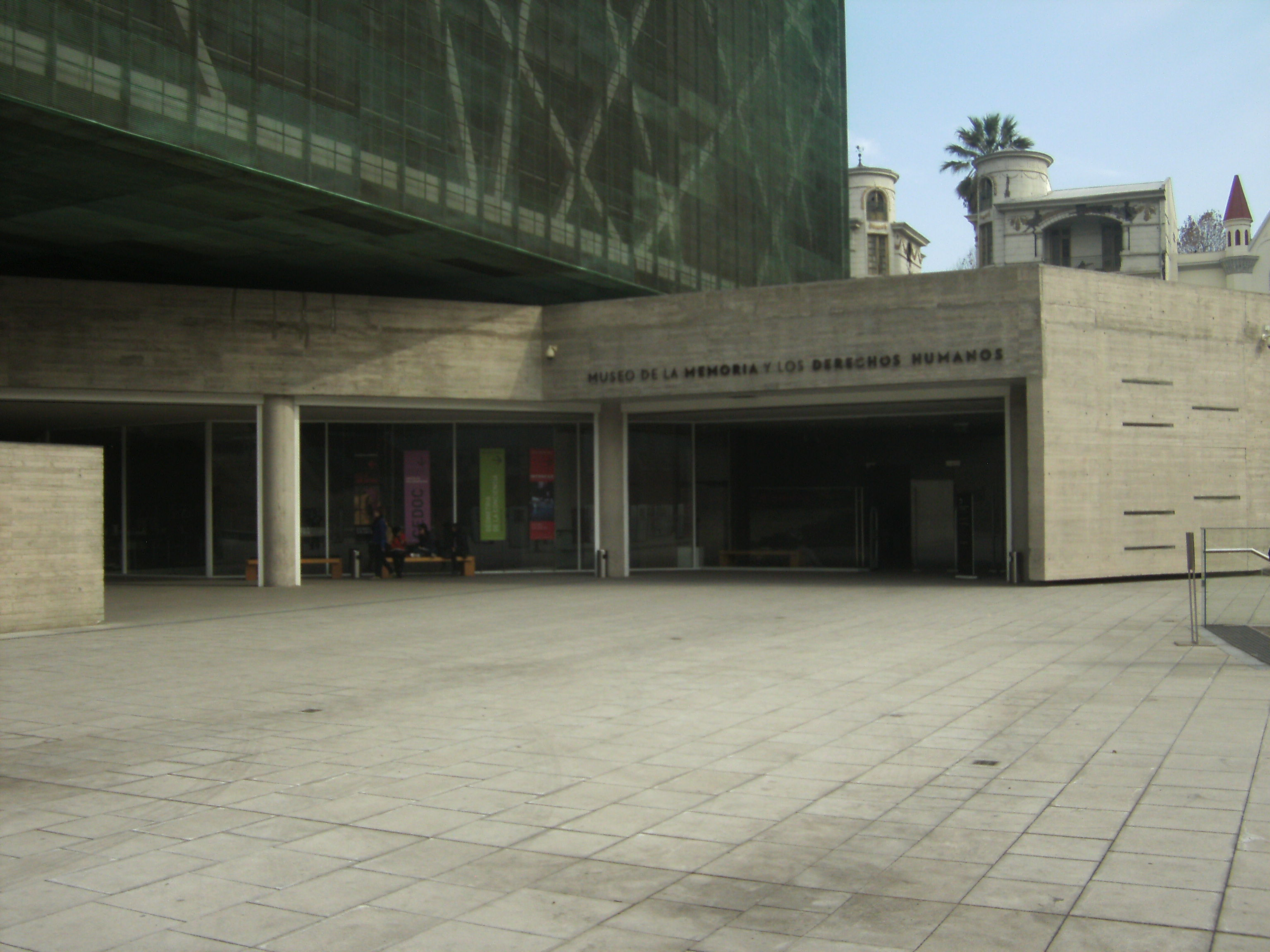
La explanada del Museo de la Memoria, lugar donde se desarrolló la obra testimonial que fue dirigida por Claudia di Girólamo, el 11 de septiembre de 2013.

- Claudio di Girólamo
- Delfina Guzmán
- Héctor Noguera
- José Soza
- Gabriela Hernández
- Óscar Hernández
- María Elena Duvauchelle
- Sergio Hernández
- Coca Guazzini
- Roxana Campos
- Amparo Noguera
- Marcelo Alonso
- Catalina Saavedra
- Daniel Alcaíno
- Francisca Gavilán
- Patricia Rivadeneira
- Francisco Pérez-Bannen
- Antonia Zegers
- Álvaro Espinoza
- Blanca Lewin
- Ricardo Fernández
- Esperanza Silva
- Marcial Tagle
- Taira Court
- Cristián Carvajal
- Rodrigo Soto
- Manuela Oyarzún
- Antonio Campos
- Pedro Campos
- Claudio Castellón

## Comentarios
“La obra no habla desde el dolor de la represión, sino de cómo vivían sus sueños, su familia, sus utopías; qué les gustaba hacer, qué música escuchaban, qué bailaban, qué les daba pena. Se conforma un ser humano distinto al de la foto en blanco y negro, un ser humano con gustos, vida familiar. Es reconstruir a la persona, no a la víctima.”
Claudia di Girólamo en La Tercera